# Ryongchon
Ryongchon (Hán Việt: Long Xuyên) là một huyện của tỉnh Pyongan Bắc tại Cộng hòa Dân chủ Nhân dân Triều Tiên. Huyện nằm tại cửa sông Áp Lục. Huyện lị đặt tại Ryongchŏn-ŭp, cách biên giới với Trung Quốc 20 kilômét (12 mi). Huyện là một trung tâm sản xuất hóa chất và gia công kim loại.
Tuyến đường sắt Pyongui chạy giữa Trung Quốc và thủ đô Bình Nhưỡng đi qua Ryongchon, trên tuyến có ga Ryongchon. Đây là tuyến đường sắt bận rộn nhất đất nước, chạy qua biên giới tại Sinŭiju, Triều Tiên và Đan Đông, Trung Quốc.
Năm 2008, dân số toàn huyện Pihyon là 135.634 người (64.061 nam và 71.573 nữ), trong đó, dân cư đô thị là 69.151 người (51%) còn dân cư nông thôn là 66.483 người (49%).